# Cultura de Timor Oriental

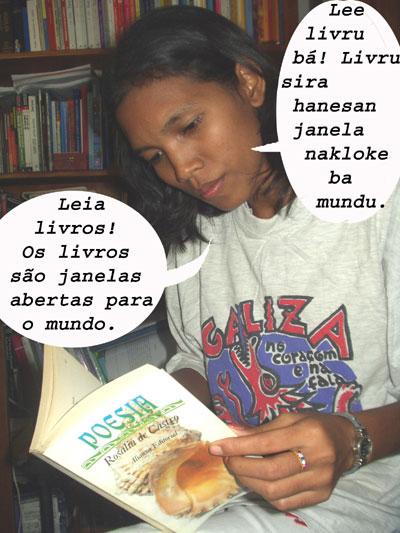
Campaña de alfabetización en Timor Oriental

La cultura de Timor oriental refleja la influencia de diversas culturas incluidas la portuguesa, católica y malaya, sobre las culturas nativas austronesias y papúes de Timor Oriental. 

## Literatura
El autor de Timor Oriental de mayor renombre es Xanana Gusmão, líder de la organización de resistencia de Timor denominada Fretilin, y en la actualidad primer ministro de Timor Oriental libre. Xanana escribió dos libros durante la lucha por la independencia. Además de poeta y pintor, Xanana realizó escritos que describen la cultura, valores y habilidades del pueblo de Timor.
Otros escritores de relevancia de Timor son: Luís Cardoso, Fernando Sylvan, Ponte Pedrinha, Jorge Barros Duarte, Crisódio Araujo, Jorge Lauten, Francisco Borja da Costa, Afonso Busa Metan y Fitun Fuik.

## Música
La música de Timor Oriental se nutre de elementos de Portugal e Indonesia, de donde se han importado el gamelan y el fado. La música folclórica nativa más difundidad es la danza likurai, que bailaban las mujeres para recibir a los hombres luego de la guerra. Se utilizaba un tambor pequeño y a veces llevaban las cabezas de sus enemigos en procesiones atravesando los poblados; una versión moderna de la danza es realizada por las mujeres durante el cortejo.